# Stazione di Piraino-Sant'Angelo
La stazione di Piraino-Sant'Angelo era una fermata ferroviaria posta sulla linea Palermo–Messina nella contrada di Gliaca di Piraino, a servizio dei due comuni nebroidei di Piraino e di Sant'Angelo di Brolo.

## Storia
La fermata di Piraino-Sant'Angelo, fu attivata il 20 novembre 1893, unitamente al tronco Patti-Capo d'Orlando, della linea Messina-Palermo.
La fermata fu nel tempo, dotata di piano caricatore e di un piccolo scalo merci, con annesso piccolo binario tronchino, lato Messina.
L'impianto veniva presenziato fino agli inizi degli anni ottanta da un agente con funzione di guardablocco.
Il 15 aprile 1978, un terremoto di magnitudo 6,1 con epicentro nel Golfo di Patti, causò gravissimi danni al tetto spiovente ottocentesco, a tegole, del fabbricato viaggiatori. Successivamente questo venne ricostruito con un moderno solaio piano.
Alla metà degli anni novanta la fermata risultava già impresenziata e priva di segnali.
La fermata fu servita solo da alcuni treni regionali in servizio lungo la direttrice (Messina C.le - S.Agata; Messina C.le - Palermo C.le) a causa del ridotto flusso passeggeri, per poi cessare definitivamente il servizio viaggiatori il 22 maggio 1993, nonostante la sua indicazione sugli orari ufficiali rimarrà fino al 13 dicembre 2003.

## Strutture ed impianti
La fermata di Piraino - S. Angelo era dotata di un fabbricato viaggiatori, una ritirata, una lampisteria, ovvero un piccolo locale, ove un tempo si conservavano le lampade e le materie infiammabili, un piccolo scalo merci dotato di piano caricatore, magazzino merci.
Il piazzale era dotato di un binario di corretto tracciato e di un tronchino il cui scambio era immobilizzato.

## Movimento
La fermata  era servita da alcuni locali in servizio sulla tratta Palermo–Messina.

## Servizi
La stazione era fornita di 
- Biglietteria
- Sala d'attesa
- Servizi igienici
- Bar
- Tabacchi
- Parcheggio